# Fourth Sensation
Fourth Sensation foi um grupo italiano de rock ativo na década de 1970.

## História
Um dos tantos grupos de identidade misteriosa, algo recorrente na Itália do final dos anos 1960, o Fourth Sensation apareceu somente em um álbum da Ricordi International, como se fosse um grupo estrangeiro. Não há nomes na capa, mas as fotos revelam a identidade dos três musicos do Pleasure Machine e do quarto, Angelo Vaggi, que se tornou depois um renomado discográfico. Todas as músicas foram compostas por Massimo Catalano, um dos Flippers, popular grupo beat dos primeiros anos da década de 1960.
Musicalmente o álbum possui o estilo de grupos como Underground Set ou Blue Phantom, um som acid jazz com alguma influência psicodélica e totalmente instrumental, com o órgão Hammond em evidência. As dez músicas são todas intituladas com nomes de mulher.

## Formação
- Vince Tempera (órgão)
- Ares Tavolazzi (guitarra)
- Angelo Vaggi (baixo)
- Ellade Bandini (bateria)

## Discografia

### LP
- 1970 - Fourth sensation, Ricordi International (SLIR 22046)